# Мер-Руж (Луїзіана)
Мер-Руж (англ. Mer Rouge) — селище (англ. village) в США, в окрузі Моргаус штату Луїзіана. Населення — 491 особа (2020).

## Географія
Мер-Руж розташований за координатами 32°46′37″ пн. ш. 91°47′40″ зх. д. / 32.77694° пн. ш. 91.79444° зх. д. (32.776910, -91.794366).  За даними Бюро перепису населення США в 2010 році селище мало площу 3,06 км², з яких 3,04 км² — суходіл та 0,02 км² — водойми.

## Демографія
Згідно з переписом 2010 року, у селищі мешкало 628 осіб у 232 домогосподарствах у складі 155 родин. Густота населення становила 205 осіб/км².  Було 255 помешкань (83/км²).
Расовий склад населення:
| - 64,8 % — білих - 34,7 % — чорних або афроамериканців - 0,2 % — корінних американців |

До двох чи більше рас належало 0,3 %. Частка іспаномовних становила 0,0 % від усіх жителів.
За віковим діапазоном населення розподілялося таким чином: 22,1 % — особи молодші 18 років, 52,7 % — особи у віці 18—64 років, 25,2 % — особи у віці 65 років та старші. Медіана віку мешканця становила 48,8 року. На 100 осіб жіночої статі у селищі припадало 75,9 чоловіків;  на 100 жінок у віці від 18 років та старших — 69,2 чоловіків також старших 18 років.
Середній дохід на одне домашнє господарство  становив 70 939 доларів США (медіана — 30 313), а середній дохід на одну сім'ю — 99 767 доларів (медіана — 49 063). За межею бідності перебувало 19,3 % осіб, у тому числі 21,8 % дітей у віці до 18 років та 10,4 % осіб у віці 65 років та старших.
Цивільне працевлаштоване населення становило 211 осіб. Основні галузі зайнятості: освіта, охорона здоров'я та соціальна допомога — 35,1 %, роздрібна торгівля — 11,8 %, сільське господарство, лісництво, риболовля — 11,4 %.